# Percy Aires
Percy Aires Loesch (São Paulo, 28 de janeiro de 1932 — São Paulo, 3 de setembro de 1992), conhecido como Percy Aires, foi um ator e locutor brasileiro.

## Carreira
Foi auxiliar de escritório, comerciário e começou a vida artística como redator na Rádio Cultura. Era também locutor.
Começou na televisão em 1954 e participou de todos os programas que envolviam teledramaturgia na extinta TV Tupi. Sua primeira telenovela diária foi em 1964. Passou também pela TV Excelsior, TV Record, pelo SBT e pela TV Globo onde fez seus últimos trabalhos.
Era pai da também atriz Patrícia Aires, que ficou famosa pelo papel de protagonista na telenovela "A Pequena Órfã".
Ele foi o primeiro ator a representar o mesmo personagem em duas novelas, o padre Santo em "Meu Pedacinho de Chão" em 1971 e em "Voltei Pra Você" em 1983, ambas escritas por Benedito Ruy Barbosa.. 
O ator faleceu aos 60 anos, em 3 de setembro de 1992, vitimado por uma hemorragia interna provocada por problemas no estômago.

## Filmografia

### Televisão
- 1987 - Brega e Chique .... Justino
- 1986 - Roda de Fogo .... General Hélio D'Avila
- 1985 - Uma Esperança no Ar .... Vereador Juncal
- 1984 - Partido Alto .... Agostinho
- 1983 - Voltei pra Você .... Padre Santo
- 1983 - A Ponte do Amor .... Henrique Avelar
- 1982 - Conflito .... Miguel Altamirano
- 1982 - A Força do Amor .... Alfredo Torres de Miranda
- 1982 - Destino .... Dr. Silveira
- 1978 - O Direito de Nascer .... Dom Alfredo Martins
- 1977 - O Espantalho .... Delegado Sampaio
- 1971 - Meu Pedacinho de Chão .... Padre Santo
- 1968 - A Última Testemunha .... Adolfo
- 1967 - Os Rebeldes .... Dir. Almeida Salles
- 1967 - Meu Filho, Minha Vida .... Inspetor Morley
- 1966 - Ciúme .... Severo
- 1965 - O Preço de uma Vida .... Pepe
- 1965 - O Cara Suja .... Patrício
- 1965 - Teresa .... Armando Martínez
- 1964 - O Sorriso de Helena .... Alfredo
- 1964 - O Segredo de Laura .... Lourenço
- 1964 - Alma Cigana .... Cândido
- 1963 - Moulin Rouge, a Vida de Toulouse-Lautrec .... Tolouse Lautrec
- 1963 - As Chaves do Reino
- 1963 - A Sublime Aventura
- 1962 - A Noite Eterna .... Ricardo
- 1962 - "Prelúdio, a Vida de Chopin .... Ellsner
- 1959 - Doce Lar Teperman .... Capitão Peter
- 1959 - Fim de Semana no Campo
- 1958 - TV Teatro .... vários episódios
- 1958 - Atenção Emergência
- 1958 - Suspeita
- 1958 - Marcelino, Pão e Vinho .... Prefeito Bom
- 1958 - Sublime Obsessão
- 1957 - TV de Vanguarda .... vários episódios
- 1957 - TV de Comédia .... vários episódios
- 1957 - O Corcunda de Notre Dame .... Gringoire
- 1957 - Coração Inquieto
- 1957 - Lever no Espaço .... Ricardo
- 1957 - O Volante Fantasma
- 1956 - Douglas Red
- 1956 - Uma História de Ballet
- 1955 - Miguel Strogof
- 1955 - Caminhos Sem Fim
- 1955 - Oliver Twist
- 1955 - Os Irmãos Corsos
- 1954 - Ciúme
- 1954 - O Falcão Negro
- 1954 - Sangue na Terra

### Cinema
- 1988 - Os Heróis Trapalhões - Uma Aventura na Selva .... ministro do exército
- 1979 - Eu Compro Essa Virgem
- 1973 - A Pequena Órfã .... Dr. Herculano (participação especial)
- 1966 - O Santo Milagroso .... Padre Samuel